# Autoroute A19 (Italie)
Pour les articles homonymes, voir A19.

Carte Autoroute A19

L’autoroute italienne A19 est une autoroute sans péage qui relie le périphérique de Catane avec celui de Palerme, traversant ainsi la Sicile du centre selon un parcours de 199 km.

## Histoire
Le trajet, construit et géré par l'ANAS, a été inauguré en 1975.
Une partie de son trajet est commun, entre Palerme et Buonfornello, avec l'A20 (E90).
A été rajouté récemment l'échangeur de Dittaino, qui permet l'accès à sa zone industrielle.

## Les divers tronçons
Le premier tronçon traverse la plaine de Catane : elle est rectiligne et traverse les fleuves Simeto et Dittaino sur des viaducs.
Après l'échangeur de Mulinello, le trajet est en montée jusqu'à Enna. Les viaducs imposants de cette partie sont tous bâtis avec la même technique : des pylônes supportant des travées en ciment armé précompressé (CAP).
Après Enna prend place une descente, au long de laquelle on note une chapelle votive et le viaduc de Morello (long de 5 km) - viaduc qui a réclamé de nombreux travaux d'entretien et de consolidation.
Dans le tunnel Fortolese, l'autoroute change de direction, s'orientant vers le nord. Après le tunnel, c'est l'échangeur de Caltanissetta, lieu important pour les croisements entre les provinces de Caltanissetta et d'Agrigente.
Peu avant l'échangeur de Resuttano, les deux chaussées changent de taille et s'éloignent pour ensuite se croiser au-dessus l'une de l'autre, avant d'être inversées gauche droite pendant quelques kilomètres. Près de l'échangeur de Resuttano, les deux chaussées retrouvent l'ordonnancement habituel. Dans ce tronçon, on signale le viaduc Cannatello, œuvre de Silvano Zorzi.
Après Resuttano, l'A19 suit le cours du fleuve Imera, à travers les Madonies. Avant l'échangeur de Tremonzelli, on peut encore voir les restes de l'échangeur de Blufi, qui n'a jamais été terminé : un parking et un tunnel voués à l'abandon. 
À Buonfornello et juste après le raccord avec l'A20 en direction de Messine, l'autoroute longe la côte nord (mer Tyrrhénienne) avant d'arriver à Palerme. 

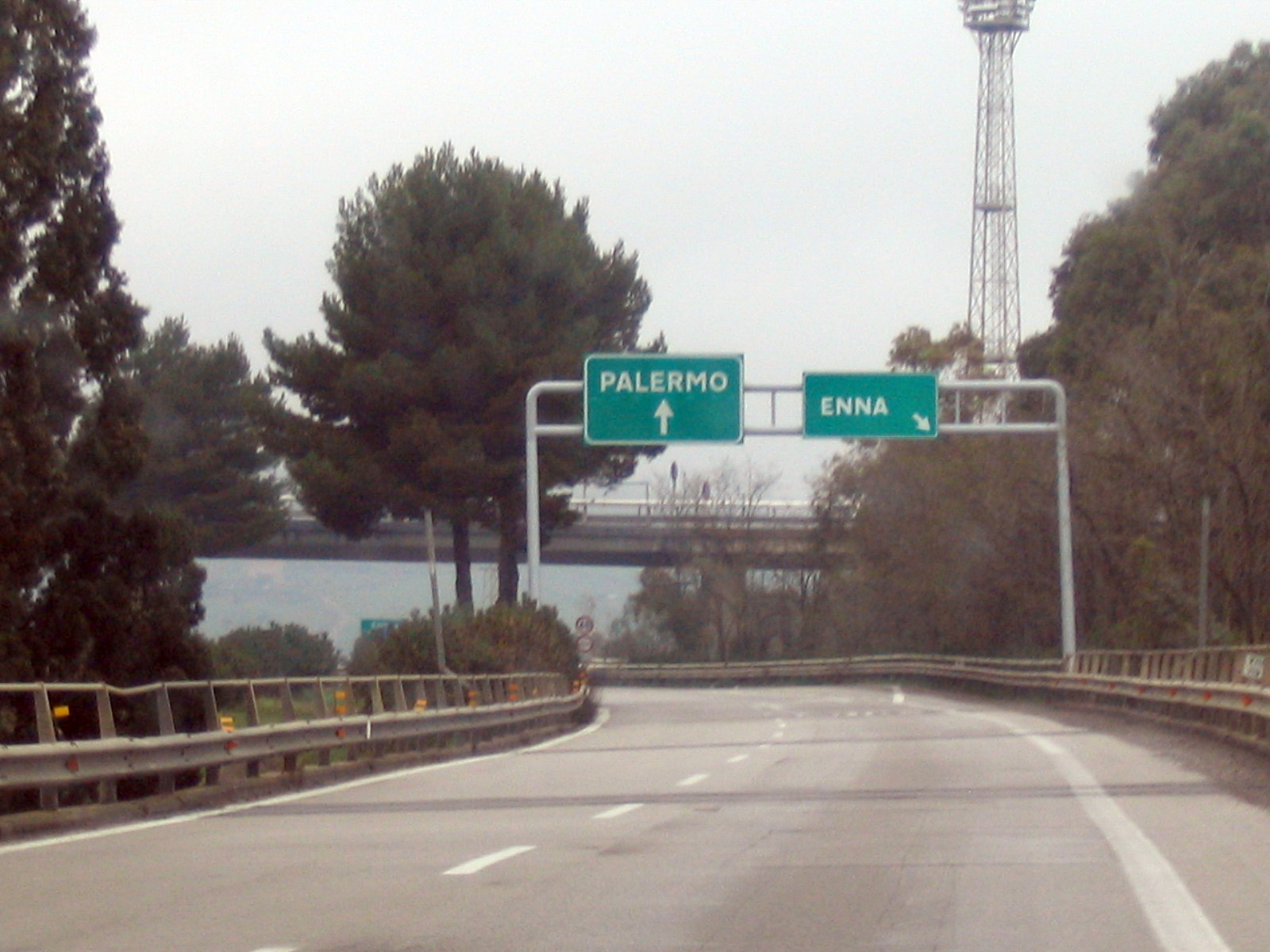
Échangeur d'Enna.

L'autoroute est citée dans le Livre Guinness des records pour les ouvrages les imposants de Sicile : trois des dix viaducs les plus longs du pays se trouvent sur le tracé, il s'agit des viaducs de Fichera (7,3 km), de Morello (5,4 km) et de Cannatello (4,2 km). Les Fichera et Morello étaient les deux ouvrages les plus longs d'Italie au moment de leur inauguration en 1975.
Au total, l'autoroute s'étend sur près de soixante kilomètres de viaduc, soit environ 30 % de l'ensemble de son tracé.

### Tableau du parcours
| A19 PALERME - CATANE | |       |       |          |                  |
| Type                 | Affichage | ↓km↓  | ↑km↑  | Province | Route européenne |
|                      | Palerme Périphérique de Palerme                                                                              | 0,0   | 199,6 | PA       |                  |
|                      | Palermo Brancaccio Zone industrielle                                                                         | 3,5   | 196,1 | PA       |                  |
|                      | Villabate - Ficarazzi Strada Statale 121 Catanese                                                            | 5,5   | 194,1 | PA       |                  |
|                      | Bagheria | 12,2  | 187,4 | PA       |                  |
|                      | Casteldaccia                                                                                                 | 15,2  | 184,4 | PA       |                  |
|                      | Altavilla Milicia                                                                                            | 17,2  | 182,4 | PA       |                  |
|                      | Trabia | 25,2  | 174,4 | PA       |                  |
|                      | Termini Imerese                                                                                              | 31,2  | 168,4 | PA       |                  |
|                      | Aire de services "Caracoli"                                                                                  | 34,0  | 149,0 | PA       |                  |
|                      | Agglomeration industrielle                                                                                   | 42,2  | 157,4 | PA       |                  |
|                      | Buonfornello - Termini Imerese est Messine                                                                   | 46,0  | 153,6 | PA       |                  |
|                      | Aire de services "Scillato"                                                                                  | 55,0  | 138,0 | PA       |                  |
|                      | Scillato | 62,0  | 137,6 | PA       |                  |
|                      | Tremonzelli - Castellana Sicula                                                                              | 79,0  | 120,6 | PA       |                  |
|                      | Resuttano | 89,8  | 109,8 | CL       |                  |
|                      | Ponte Cinque Archi - Santa Caterina Villarmosa                                                               | 103,2 | 96,4  | CL       |                  |
|                      | Caltanissetta                                                                                                | 110,0 | 89,6  | CL       |                  |
|                      | Enna | 126,5 | 73,1  | EN       |                  |
|                      | Aire de services "Sacchitello"                                                                               | 131,0 | 75,0  | EN       |                  |
|                      | Mulinello - Leonforte, Valguarnera Caropepe, Assoro                                                          | 136,2 | 63,4  | EN       |                  |
|                      | Dittaino Zone industrielle                                                                                   | 143,3 | 56,3  | EN       |                  |
|                      | Agira - Raddusa                                                                                              | 149,6 | 50,0  | EN       |                  |
|                      | Catenanuova                                                                                                  | 164,0 | 35,6  | EN       |                  |
|                      | Gerbini Sferro - Paternò                                                                                     | 178,2 | 21,4  | CT       |                  |
|                      | Motta Sant'Anastasia                                                                                         | 189,6 | 10,0  | CT       |                  |
|                      | Aire de services "Gelso Bianco"                                                                              | 195,0 | 4,0   | CT       |                  |
|                      | Périphérique de Catane Messine Aéroport International "Vincenzo Bellini" Strada Statale 114 Orientale Sicula | 199,6 | 0,0   | CT       |                  |
|                      | Catane Sud - "Zia Lisa" Strada Statale 192 Della Valle del Dittaino                                          | -,-   | -,-   | CT       |                  |

## Travaux et projets
Dans l'arrivée à Catane, est prévu un raccord plus adéquat, entre Catania Zia Lisa et le centre, jusqu'au Corso Indipendenza.